# Ай-Кушъюхъюган
Ай-Кушъюхъюган (устар. Ай-Куш-Юх-Юган) — река в России, протекает по Октябрьскому району Ханты-Мансийского АО. Длина реки составляет 18 км.
Начинается в болоте, высота истока около 132 метров над уровнем моря. Течёт через лес, в верховьях — через кедрово-сосновый, в среднем течении — через сосново-еловый, в низовьях через смешанный берёзово-еловый. Направление течения в верховьях — южное, в низовьях — восточное. Устье реки находится в 42 км по левому берегу реки Нягыньюган. Вблизи устья река пересекается железной дорогой Ивдель — Приобье. На правом берегу реки расположена вертолетная площадка.

## Данные водного реестра
По данным государственного водного реестра России относится к Нижнеобскому бассейновому округу, водохозяйственный участок реки — Обь от впадения Иртыша до впадения реки Северная Сосьва, речной подбассейн реки — бассейны притока Оби от Иртыша до впадения Северной Сосьвы. Речной бассейн реки — (Нижняя) Обь от впадения Иртыша.
Код объекта в государственном водном реестре — 15020100112115300019696.